# Summer 2019
Summer 2019 é uma mini-turnê da artista australiana Kylie Minogue, em apoio ao seu quarto maior álbum de maiores sucessos, Step Back in Time: The Definitive Collection (2019). A turnê começou em 20 de junho de 2019 em Kingston upon Thames, Reino Unido, no Hampton Court Palace, e terminou em 7 de março de 2020 em São Paulo, Brasil, no Memorial da América Latina.

## Repertório
Este é o repertório do concerto ocorrido em 23 de junho de 2019 em Blenheim, Reino Unido.
1. "Love at First Sight"
2. "I Should Be So Lucky"
3. "On a Night Like This"
4. "Get Outta My Way"
5. "What Do I Have to Do"
6. "Never Too Late"
7. "Je ne sais pas pourquoi"
8. "Hand on Your Heart"
9. "In Your Eyes"
10. "The One"'
11. "Slow" (contém elementos de "Fashion")
12. "Confide in Me"
13. "Kids"
14. "Can't Get You Out of My Head"
15. "Especially for You"
16. "Shocked"
17. "Step Back in Time"
18. "Better the Devil You Know"
19. "The Loco-Motion" (contém elementos de "Bad Girls")
20. "All the Lovers"

Bis
1. "Dancing"
2. "Spinning Around"

## Datas
| Data                  | Cidade               | País                   | Local                        | Ato de abertura                           | Público         | Receita    |
| Europa                | Europa               | Europa                 | Europa                       | Europa                                    | Europa          | Europa     |
| --------------------- | -------------------- | ---------------------- | ---------------------------- | ----------------------------------------- | --------------- | ---------- |
| 20 de junho de 2019   | Kingston upon Thames | Reino Unido            | Hampton Court Palace         | —                                         | —               | —          |
| 21 de junho de 2019   | Kingston upon Thames | Reino Unido            | Hampton Court Palace         | —                                         | —               | —          |
| 23 de junho de 2019   | Blenheim             | Reino Unido            | Blenheim Palace              | Hackney Colliery Band Sophie Ellis-Bextor | —               | —          |
| 28 de junho de 2019   | Werchter             | Bélgica                | Werchter Festivalpark        | —                                         | —               | —          |
| 30 de junho de 2019   | Pilton               | Reino Unido            | Worthy Farm                  | —                                         | —               | —          |
| 2 de julho de 2019    | St Austell           | Reino Unido            | Projeto Éden                 | Nina Nesbitt                              | —               | —          |
| 3 de julho de 2019    | St Austell           | Reino Unido            | Projeto Éden                 | Nina Nesbitt                              | —               | —          |
| 5 de julho de 2019    | Gdynia               | Polônia                | Gdynia-Kosakowo Airport      | —                                         | —               | —          |
| 6 de julho de 2019    | Barcelona            | Espanha                | Parc del Fòrum               | —                                         | —               | —          |
| 11 de julho de 2019   | Manchester           | Reino Unido            | Castlefield Bowl             | Sonic Yootha                              | —               | —          |
| 12 de julho de 2019   | Lytham St Annes      | Reino Unido            | Proms Arena                  | Ana Matronic Sophie Ellis-Bextor          | —               | —          |
| 14 de julho de 2019   | Edimburgo            | Escócia                | Castelo de Edimburgo         | Nina Nesbitt                              | 16,906 / 16,906 | $1,352,740 |
| 15 de julho de 2019   | Edimburgo            | Escócia                | Castelo de Edimburgo         | Nina Nesbitt                              | 16,906 / 16,906 | $1,352,740 |
| 1 de agosto de 2019   | Scarborough          | Reino Unido            | Scarborough Open Air Theatre | Ana Matronic                              | —               | —          |
| 3 de agosto de 2019   | Brighton             | Reino Unido            | Preston Park                 | —                                         | —               | —          |
| Ásia                  |                      |                        |                              |                                           |                 |            |
| 7 de dezembro de 2019 | Dubai                | Emirados Árabes Unidos | The Sevens Stadium           | —                                         | —               | —          |
| América do Sul        |                      |                        |                              |                                           |                 |            |
| 7 de março de 2020    | São Paulo            | Brasil                 | Memorial da América Latina   | —                                         | —               | —          |
| Total                 |                      |                        |                              |                                           |                 |            |